# 2019年ヴァルテッリーナデフリンピック
2019年ヴァルテッリーナデフリンピック（2019ねんヴァルテッリーナデフリンピック）は、2019年12月12日から12月22日までの10日間、イタリアロンバルディア州ヴァルテッリーナ地方を会場ととして開催された冬季デフリンピック競技大会。一般的には、イタリアデフリンピックと呼称され、イタリアデフリンと略称される。
主催都市（Host City）はソンドリオとなっているが、競技はソンドリオ県で分散されることから名称は「ヴァルテッリーナ」と別の地名が用いられている。県などの地方自治体名ではなく地方名を用いることから、過去数大会の冬季デフリンピックとは異なる特徴を持つ。

## 参加国・地域
34の国から男性367人、女性126人の計493人のアスリートが参加した。
国家ぐるみの組織的なドーピング疑惑が取り沙汰され、国際オリンピック委員会（IOC）や国際パラリンピック委員会（IPC）が国としての出場を認めていないロシア連邦は、国としての出場を認めており、ロシア選手として扱われた。
| 参加した国および地域の選手団 | 参加した国および地域の選手団 |
| --- | ---------------------------- |
| - オーストラリア - オーストリア - ブラジル - ボスニア・ヘルツェゴビナ - カナダ - 中国 - クロアチア - チェコ - デンマーク - スペイン - フィンランド - フランス - ドイツ - ハンガリー - インド - イタリア（開催国） - イスラエル - 日本 - カザフスタン - 韓国 - モンゴル - ネパール - ポーランド - ロシア - スロベニア - スロバキア - スウェーデン - スイス - ウクライナ - アメリカ合衆国 - ウズベキスタン |                              |

## 実施競技
2019年冬季デフリンピックでは、6競技36種目が実施され、本大会よりチェスが正式種目として導入された。
以下、括弧内の数字は各競技でメダルが授与される種目の数を示し、並びは競技のアルファベット順。
- アルペンスキー（10）（詳細）
  - アルペン複合 (2)
  - 滑降 (2)
  - 大回転 (2)
  - 回転 (2)
  - スーパー大回転 (2)
- チェス（4）（詳細）
  - ブリッツ (2)
- クロスカントリースキー（9）（詳細）
  - クラシカル (2)
  - フリー (2)
  - パシュート (2)
  - スプリント (2)
- カーリング（2）（詳細）
- アイスホッケー（1）（詳細）
- スノーボード（10）（詳細）
  - ビックエア (2)
  - パラレル大回転 (2)
  - パラレル回転 (2)
  - スロープスタイル (2)
  - スノーボードクロス (2)

## 競技日程
| 開 | 開会式 | ● | 予選 | 1 | 決勝 | 閉 | 閉会式 |

| 12月                | 12月                   | 12月                   | 11 水 | 12 木 | 13 金 | 14 土 | 15 日 | 16 月 | 17 火 | 18 水 | 19 木 | 20 金 | 21 土 | 計  |
| ------------------- | ---------------------- | ---------------------- | ----- | ----- | ----- | ----- | ----- | ----- | ----- | ----- | ----- | ----- | ----- | --- |
| 式典                | 式典                   | 式典                   |       | 開    |       |       |       |       |       |       |       |       | 閉    | N/A |
| スキー              | アルペンスキー         | アルペンスキー         |       |       | 2     | 2     | 2     |       | 2     | 2     |       |       |       | 10  |
| スキー              | クロスカントリースキー | クロスカントリースキー |       |       | 2     | 2     |       | 2     | 2     |       |       |       |       | 8   |
| スキー              | スノーボード           | スノーボード           |       |       | 2     | 2     |       | 2     |       | 2     | 2     |       |       | 10  |
| チェス              | チェス                 | チェス                 |       |       | 2     | ●     | ●     | ●     | ●     |       | ●     | 2     |       | 4   |
| カーリング          | カーリング             | カーリング             | ●     | ●     | ●     | ●     | ●     | ●     | ●     | ●     | ●     | 2     |       | 2   |
| アイスホッケー      | アイスホッケー         | アイスホッケー         |       |       |       | ●     | ●     |       | ●     | ●     |       | ●     | 2     | 3   |
| 日別メダル確定数 計 | 日別メダル確定数 計    | 日別メダル確定数 計    |       |       | 8     | 6     | 2     | 4     | 4     | 4     | 2     | 3     | 2     | 35  |
| 累積メダル確定数 計 | 累積メダル確定数 計    | 累積メダル確定数 計    |       |       | 8     | 14    | 16    | 20    | 24    | 28    | 30    | 33    | 35    | 35  |
| 12月                | 12月                   | 12月                   | 11 水 | 12 木 | 13 金 | 14 土 | 15 日 | 16 月 | 17 火 | 18 水 | 19 木 | 20 金 | 21 土 | 計  |

### アルペンスキー
競技時間は現地時間 (UTC+9) 
| 日時 | 時間  | 種目               |
| ---- | ----- | ------------------ |
| 13日 | 10:00 | 男女滑降           |
| 14日 | 10:00 | 男女アルペン複合   |
| 15日 | 10:00 | 男女スーパー大回転 |
| 17日 | 10:00 | 男女大回転         |
| 18日 | 10:00 | 男女回転           |

### スノーボード
競技時間は現地時間 (UTC+9) 
| 日時 | 時間  | 種目                   |
| ---- | ----- | ---------------------- |
| 13日 | 10:00 | 女子スロープスタイル   |
| 13日 | 10:20 | 男子スロープスタイル   |
| 14日 | 10:00 | 女子パラレル大回転     |
| 14日 | 10:20 | 男子パラレル大回転     |
| 16日 | 10:00 | 女子スノーボードクロス |
| 16日 | 10:20 | 男子スノーボードクロス |
| 18日 | 10:00 | 女子パラレル回転       |
| 18日 | 10:20 | 男子パラレル回転       |
| 19日 | 12:00 | 女子ビックエア         |
| 19日 | 12:20 | 男子ビックエア         |

### クロスカントリースキー
競技時間は現地時間 (UTC+9) 
| 日時 | 時間  | 種目                |
| ---- | ----- | ------------------- |
| 13日 | 10:30 | 女子5kmフリー       |
| 13日 | 12:00 | 男子10kmフリー      |
| 14日 | 10:30 | 男女スプリント      |
| 16日 | 10:30 | 女子3.3kmクラシカル |
| 16日 | 10:30 | 男子5kmクラシカル   |
| 17日 | 10:30 | 女子6.6kmパシュート |
| 17日 | 12:00 | 男子10kmパシュート  |

### アイスホッケー
競技時間は現地時間 (UTC+9) 
| 日時 | 時間  | 種目      |
| ---- | ----- | --------- |
| 14日 | 15:00 | 第1ゲーム |
| 14日 | 19:00 | 第2ゲーム |
| 15日 | 15:00 | 第3ゲーム |
| 15日 | 19:00 | 第4ゲーム |
| 17日 | 15:00 | 第5ゲーム |
| 17日 | 19:00 | 第6ゲーム |
| 18日 | 15:00 | 第7ゲーム |
| 18日 | 19:00 | 第8ゲーム |
| 20日 | 15:00 | 準決勝    |
| 20日 | 19:00 | 準決勝    |
| 21日 | 11:00 | 3位決定戦 |
| 21日 | 15:00 | 決勝      |

### チェス
競技時間は現地時間 (UTC+9) 
| 日時 | 時間  | 種目                    |
| ---- | ----- | ----------------------- |
| 13日 | 14:00 | 男女ブリッツ ラウンド1  |
| 13日 | 14:25 | 男女ブリッツ ラウンド2  |
| 13日 | 14:50 | 男女ブリッツ ラウンド3  |
| 13日 | 15:15 | 男女ブリッツ ラウンド4  |
| 13日 | 15:40 | 男女ブリッツ ラウンド5  |
| 13日 | 16:05 | 男女ブリッツ ラウンド6  |
| 13日 | 16:35 | 男女ブリッツ ラウンド7  |
| 13日 | 17:00 | 男女ブリッツ ラウンド8  |
| 13日 | 17:25 | 男女ブリッツ ラウンド9  |
| 13日 | 17:50 | 男女ブリッツ ラウンド10 |
| 13日 | 18:15 | 男女ブリッツ ラウンド11 |
| 14日 | 15:00 | 男子チーム ラウンド1    |
| 15日 | 9:00  | 男子チーム ラウンド2    |
| 15日 | 15:00 | 男子チーム ラウンド3    |
| 16日 | 15:00 | 男子チーム ラウンド4    |
| 17日 | 9:00  | 男子チーム ラウンド5    |
| 17日 | 15:00 | 男子チーム ラウンド6    |
| 19日 | 9:00  | 男子チーム ラウンド7    |
| 19日 | 15:00 | 男子チーム ラウンド8    |
| 20日 | 9:00  | 男子チーム ラウンド9    |

### カーリング
競技時間は現地時間 (UTC+1) 
| 日付 | 時間  | 種目        |
| ---- | ----- | ----------- |
| 11日 | 9:00  | 男子ドロー1 |
| 11日 | 14:00 | 女子ドロー1 |
| 11日 | 19:00 | 男子ドロー2 |
| 12日 | 9:30  | 男子ドロー3 |
| 13日 | 9:00  | 男子ドロー4 |
| 13日 | 14:00 | 女子ドロー2 |
| 13日 | 19:00 | 男子ドロー5 |
| 14日 | 9:00  | 男子ドロー6 |
| 14日 | 14:00 | 女子ドロー3 |
| 14日 | 19:00 | 男子ドロー7 |
| 15日 | 9:00  | 男子ドロー8 |
| 15日 | 14:00 | 女子ドロー4 |
| 15日 | 19:00 | 男子ドロー9 |

| 日付 | 時間  | 種目          |
| ---- | ----- | ------------- |
| 16日 | 9:00  | 男子ドロー10  |
| 16日 | 14:00 | 女子ドロー5   |
| 16日 | 19:00 | 男子ドロー11  |
| 17日 | 9:00  | 男子ドロー12  |
| 17日 | 14:00 | 女子ドロー6   |
| 17日 | 19:00 | 男子ドロー13  |
| 18日 | 10:00 | 男子ドロー14  |
| 18日 | 15:00 | 女子ドロー7   |
| 19日 | 15:00 | 女子準決勝    |
| 19日 | 15:00 | 男子準決勝    |
| 20日 | 10:00 | 女子3位決定戦 |
| 20日 | 10:00 | 男子3位決定戦 |
| 20日 | 15:00 | 女子決勝      |
| 20日 | 15:00 | 男子決勝      |

## ハイライト

### 12月13日
- アルペンスキー女子滑降でロシアのエレーナ・ヤコヴィシナが金メダルを獲得し、大会金メダル第1号となった。
- アルペンスキー男子滑降でイタリアのジャコモ・ポエロボンが金メダルを獲得し、開催国選手金メダル第1号となった。

### 12月14日
- アルペンスキー女子アルペン複合で、すでに女子滑降で金メダルを獲得していたロシアのエレーナ・ヤコヴィシナが金メダルを獲得し、金メダル複数獲得となった。

また、同一競技にて、すでに女子アルペン複合で銀メダルを獲得していたチェコのテレザ・クモチョヴァも銀メダルを獲得し、銀メダル複数獲得となった。
- さらに、男子アルペン複合でも、すでに男子滑降で金メダルを獲得していたイタリアのジャコモ・ポエロボンが金メダルを、銀メダルを獲得していたロシアのパヴェル・カザコフが銀メダルを、それぞれ獲得し複数獲得となった。

### 12月19日
- スノーボードのビックエアで、花島良子および小野田瑛次が4着以下に破れたため、今大会での日本選手団メダル無獲得が確定した。

## 競技会場
主にキアヴェンナ、ヴァルフルヴァ、マデージモの3ヶ所に分かれて開催した。
開会式については、ソンドリオのガリバルディ広場にて実施された。
日本からの空路では直行便がないため、ドイツ・ミュンヘンもしくはスイス・チューリッヒなどでの乗り換えが必要となる。日本選手団も同様に移動を行った。
なお、日本選手団は会場が離れていることから、ヴァルフルヴァ（サンタ・カテリーナ）とマデージモに二分し滞在していた。

### キアヴェンナ
ICSD評議員会や閉会式が行われるメイン会場。キアヴェンナの人口は、7,374人（2015年）の小さなコムーネである。
- ヴァルキアヴェンナスポーツセンター（アイスホッケー）
- ホテルオーロラ（チェス）

### ヴァルフルヴァ
スキー競技が開催される。3会場はすべて至近距離にある。ヴァルフルヴァの人口は、2,598人（2017年）。
- サンタ・カテリーナ・インピアンティ・スキー場 デボラ・コンパニョニ・スロープコース（アルペンスキー）
- ピスタ・サイ・ディ・フォンド・スキースタジアム（クロスカントリースキー）
- サンタ・カテリーナ・ヴィニ・スキー場（スノーボード）

### マデージモ
カーリング競技が実施される。マデージモの人口は、765人（2017年）。
- チルコロ・シャトーリ・マデシモ（カーリング）

## 国・地域別メダル獲得数
| 順   | 国・地域                 | 金 | 銀 | 銅 | 計  |
| ---- | ------------------------ | -- | -- | -- | --- |
| 1    | ロシア (RUS)             | 17 | 18 | 13 | 48  |
| 2    | イタリア (ITA)（開催国） | 5  | 0  | 2  | 7   |
| 3    | ウクライナ (UKR)         | 4  | 4  | 3  | 11  |
| 4    | チェコ (CZE)             | 2  | 4  | 1  | 7   |
| 5    | アメリカ合衆国 (USA)     | 2  | 1  | 2  | 5   |
| 6    | 中国 (CHN)               | 2  | 0  | 1  | 3   |
| 7    | イスラエル (ISR)         | 1  | 0  | 0  | 1   |
| 7    | カザフスタン (KAZ)       | 1  | 0  | 0  | 1   |
| 9    | フランス (FRA)           | 0  | 3  | 2  | 5   |
| 10   | フィンランド (FIN)       | 0  | 2  | 1  | 3   |
| 11   | オーストリア (AUT)       | 0  | 1  | 4  | 5   |
| 12   | ポーランド (POL)         | 0  | 1  | 1  | 2   |
| 13   | ドイツ (GER)             | 0  | 1  | 0  | 1   |
| 14   | クロアチア (CRO)         | 0  | 0  | 3  | 3   |
| 15   | 韓国 (KOR)               | 0  | 0  | 1  | 1   |
| 合計 | 合計                     | 34 | 35 | 34 | 103 |